# Стратфорд (Конектикат)
Стратфорд (енгл. Stratford) насељено је место без административног статуса у америчкој савезној држави Конектикат.

## Демографија
По попису из 2010. године број становника је 51.384, што је 1.408 (2,8%) становника више него 2000. године.
| Група             | 2000.          | 2010.          |
| Белци             | 40.327 (80,7%) | 35.040 (68,2%) |
| Афроамериканци    | 4.892 (9,8%)   | 7.347 (14,3%)  |
| Азијати           | 700 (1,4%)     | 1.214 (2,4%)   |
| Хиспаноамериканци | 3.399 (6,8%)   | 7.114 (13,8%)  |
| Укупно            | 49.976         | 51.384         |